# Corythalia opima
Corythalia opima är en spindelart som först beskrevs av George William Peckham och Elizabeth Maria Gifford Peckham 1895 [1886.  Corythalia opima ingår i släktet Corythalia och familjen hoppspindlar. Inga underarter finns listade i Catalogue of Life.